# لودفيغ فون دريك (ديزني)
لودفيغ فون دريك (بالإنجليزية: Ludwig Von Drake) هو أستاذ جامعي نمساوي خيالي وأحد شخصيات والت ديزني، ظهر في فترة الستينات من القرن العشرين، ويتحدث عن الحياة الافتراضية لعالم ديزني وهو أحد أصدقاء عم دهب وزوج أخته ماتيلدا، ويسمى في الدبلجة العربية فركوك.

## الشخصية
لودفيغ فون دريك (فركوك) من فيينا،النمسا. منذ شبابه كان يحاول الحصول على العديد من الدبلومات، في أي علم ممكن. عندما يتم استشارته من قبل أفراد الأسرة يتضح أن يكون على درجة جامعية ذات الصلة بأي معلومات يسعون إليها. وكثيرا ما يظهر أنه يتمتع بالكفاءة الاجتماعية الصغيرة، وغالبا ما ينسي كثيرًا، وأحيانا يخرف إلى حد ما. لودفيغ عادة ما يزور بطوط.

## وصلات خارجية
- لودفيغ فون دريك (ديزني) في قاعدة بيانات الأفلام على الإنترنت
- http://www.coreyburton.com/distv.html نسخة محفوظة 4 مارس 2016 على موقع واي باك مشين.